# Teoria monopolului de stat
Teoria monopolului de stat a fost inițial o doctrină marxistă popularizată după cel de-al doilea Război Mondial. În 1916, Lenin a susținut că  primul Război Mondial a transformat  capitalismul laissez-faire în capitalism monopolist, dar nu a făcut publică nicio teorie amănunțită cu privire la acest subiect. Termenul se referă la un mediu în care statul intervine în economie pentru a proteja afacerile de tip monopolist și oligopolist.  Așa cum a fost concepută de către Lenin, în broșura sa cu același nume, teoria își propune să descrie finalul istoric al capitalismului, imperialismul de la acea vreme fiind considerat a fi cea mai înaltă expresie a capitalismului.
Conceptul apare uneori în teoriile neo-troțkiste ale capitalismului de stat, precum și în teoriile libertarianismului anti-statist. Analizele folosesc aceleași principii, dar trag cu totul alte concluzii politice. 

## Principala teorie
Principala teorie marxist-leninistă susține că afacerile mari, care au atins poziția de monopol în cele mai importante piețe, trebuie să fuzioneze cu guvernul. În urma acestei acțiuni va rezulta un fel de oligarhie financiară sau conglomerat, prin care Guvernul vrea să asigure marilor corporații un cadru social și legal pentru a funcționa eficient.
Acesta este un parteneriat strâns între marile afaceri și guvern, având scopul de a integra complet sindicatele în acest parteneriat.

## Versiuni ale teoriei
Diferite versiuni ale acestei idei au fost elaborate de către economiști ai Partidul Comunist al Uniunii Sovietice (de exemplu, Eugen Varga), Uniunii Partidului Socialist al Germaniei de Est, Partidului Comunist Francez (Paul Boccara), Partidului Comunist Britanic (de exemplu, Ben Bine și Laurence Harris), și Partidului Comunist al Statelor Unite ale Americii (de exemplu, Victor Perlo).

## Implicații politice
„Ever since monopoly capital took over the world, it has kept the greater part of humanity in poverty, dividing all the profits among the group of the most powerful countries. The standard of living in those countries is based on the extreme poverty of our countries.”—Che Guevara, 1965
Spre sfârșitul epocii lui Joseph Stalin, chiar după aceasta, una dintre implicațiile politice ale teoriei marxist-leniniste era aceea că muncitorii ar trebui să se unească cu clasa de mijloc și micile întreprinderi pentru a forma Alianța Democrată, sub conducerea Partidului Comunist, pentru a lupta împotriva marilor afaceri (numit monopol). Această alianță era numită uneori „alianța anti-monopol”.

## Teoria neo-troțkistă
Cu toate acestea, în teoria neo-troțkistă, o astfel de alianță a fost respinsă ca fiind bazată fie pe o falsă strategie a  fronturilor populare, fie pe oportunismul politic, și a fost declarată incompatibilă, atât cu revoluția permanentă cât și cu principiul independenței clasei muncitoare.
Statul din societatea sovietică a fost redefinit de către neo-troțkiști ca fiind monopol de stat capitalist. Din punctul lor de vedere, nu era nicio diferență între Vest și Est în acest sens. Prin urmare, se credea a fi necesar un fel de  revoluție anti-birocratică, însă diferite grupuri ale susținătorilor lui Troțki au avut opinii diferite cu privire la forma unei astfel de revoluții.
Unii susținători  ai acestei teorii susțineau că această revoluție anti-birocratică va apărea spontan, în mod inevitabil și natural, alții credeau că trebuie organizată, scopul fiind acela de a stabili o societate deținută și condusă de clasa muncitoare. Potrivit acestora, Partidul Comunist nu putea juca rolul de lider, pentru că nu reprezenta interesele clasei muncitoare.

## Anarhismul pieței
Anarhiștii pieței îi criticau pe susținătorii neo-liberaliști pentru aplicarea contradictorie sau ipocrită a teoriei neoliberale privind monopolul de stat și că aceste inconsecvențe sunt baza privilegiilor selective garantate de stat pentru elita neoliberală plutocratică.

## Eurocomunismul
Conceptul a fost în mare măsură, fie modificat, fie abandonat în epoca eurocomunistă, deoarece s-a crezut că aparatul de stat ar putea fi reformat pentru a reflecta interesele clasei muncitoare. Cu alte cuvinte, fuziunea dintre stat și marile afaceri, postulată mai devreme, nu a fost atât de strânsă încât să nu poată fi anulată de către clasa muncitoare, sub conducerea Partidului Comunist (sau comitetul central).

## Critica
Când Varga a introdus teoria, economiștii staliniști au atacat-o, susținând că aceasta ar fi incompatibilă cu doctrina conform căreia planificarea statului este o caracteristică a socialismului, și că " sub influența capitalismului domnește anarhia producției."
Criticii teoriei (de exemplu, Ernest Mandel și Leo Kofler) au afirmat că:
- teoria sugera că statul ar putea anula competiția inter-capitalistă, legile mișcării capitalismului și, în general, forțele de pe piață, eliminând, în mod aparent, activitatea legii valorilor.[necesită citare]
- teoria nu lua în considerare clasa de bază a statului și nici legătura dintre guvern și clasele de elită. A formulat o structură monolitică de dominație, care în realitate nu există.[necesită citare]
- teoria nu a reușit să explice ascensiunea ideologiei neo-liberale în mediul afacerilor, care susține că cel mai important scop social ar trebui să fie reducerea influenței statului în economie.[necesită citare] Cu toate acestea, neoliberalismul nu se opune ideii de a transforma statul într-unul subordonat obiectivelor marilor corporații, lucru cunoscut sub numele de monopol acordat de stat
- teoria nu a reușit să sublinieze în mod clar care a fost diferența dintre un stat socialist și unul burghez, cu excepția faptului că într-un stat socialist, Partidul Comunist (sau, mai degrabă, comitetul său central) joacă rolul de lider politic. În acest caz, conținutul de clasă al statului a fost definit doar în termenii partidului politic aflat la guvernare (sau al comitetului său central).[necesită citare]